# Реликт (фильм)
«Реликт» (англ. The Relic) — фантастический фильм ужасов 1997 года, поставленный режиссёром Питером Хайамсом по одноимённому роману Дугласа Престона и Линкольна Чайлда.

## Сюжет
Учёный Джон Уитни, изучающий историю и культуру индейцев, наблюдает за ритуалом племени, в процессе которого его поят отваром и развлекают танцем. Он полагает, что по ошибке отправил свой груз в США, поэтому пробирается на судно и после отплытия выясняет, что груз остался в порту. Через неделю в порт США прибывает то самое судно, которое кажется пустым, пока детектив полиции Винсент Д’Агоста не обнаруживает в трюме обезглавленные тела всех членов команды. Тем временем в музей Чикаго прибывает груз Паркинсона, но в нём ничего нет, кроме листьев и древней статуэтки. Вскоре в музее погибает охранник ночной смены, его тело находят с оторванной головой в туалете.
Д’Агоста приезжает в музей, осматривает место преступления и знакомится с доктором Марго Грин, видевшей жертву последней, и директором музея доктор Энн Катберт, которые рассказывают ему о предстоящей выставке. В морге лейтенант узнает, что у погибших была извлечена часть мозга. Полицейские обыскивают здание, спускаясь в тёмные подвалы, где находят бездомного, вооружённого топором. Бездомный нападает на полицейских, и один из них убивает его. Мэр приказывает разрешить проведение выставки, Д’Агоста вынужден подчиниться, но оставляет полицейских в здании музея. Лейтенант отправляется в подвал музея, где узнает о тоннеле, ведущем в порт.
Во время открытия музея монстр сначала убивает тех, кого находит в пустующих частях музея, а затем приходит в зал с выставкой и бросает труп на экспонаты. Начинается паника, посетители бегут, сбивая друг друга, в хаосе разбиваются витрины с экспонатами, срабатывает система безопасности и блокирует помещение выставки. Д’Агоста находит доктора Грин и доктора Фрок запертыми в лаборатории. Доктор Альберт Фрок рассказывает ему легенду о Котоге — существе, которое выращивали индейцы для защиты племени. В здании остаются некоторые богатые персоны, а также мэр со своей супругой и трое полицейских. Д’Агоста приказывает выводить людей через подвал, а сам идёт искать доктора Грин.
Во время штурма музея спецназ теряет несколько человек и вынужден отступить. Д’Агоста и доктор Грин выясняют, что нужно монстру, и отправляются в подвалы, чтобы отвлечь его внимание. Монстром оказывается доктор Уитни, подвергшийся воздействию неизвестного вида грибка с листьев, которые служили составляющей для отвара индейцев. Сержант Холлинсворт выводит посетителей музея через подвал, теряя нескольких из них по дороге. Монстр находит доктора Грин в лаборатории, где она устраивает пожар, приводящий к взрыву. Монстр погибает, лейтенант находит Грин в баке с водой и получает благодарность от мэра. Грин возвращает лейтенанту счастливую пулю.

## В ролях
| Актёр               | Роль                                |
| ------------------- | ----------------------------------- |
| Пенелопа Энн Миллер | доктор Марго Грин                   |
| Том Сайзмор         | лейтенант Винсент Д’Агоста          |
| Линда Хант          | доктор Энн Катберт — директор музея |
| Джеймс Уитмор       | доктор Альберт Фрок                 |
| Клэйтон Ронер       | сержант Холлинсворт                 |
| Чи Муи Ло           | доктор Грег Ли                      |
| Томас Райан         | Том Паркинсон                       |
| Фрэнсис Маккарти    | мистер Блэйздейл                    |
| Констанс Тауэрс     | миссис Блэйздейл                    |
| Роберт Лессер       | мэр Роберт Оуэн                     |
| Льюис Ван Берген    | Джон Уитни — антрополог музея       |

## Производство

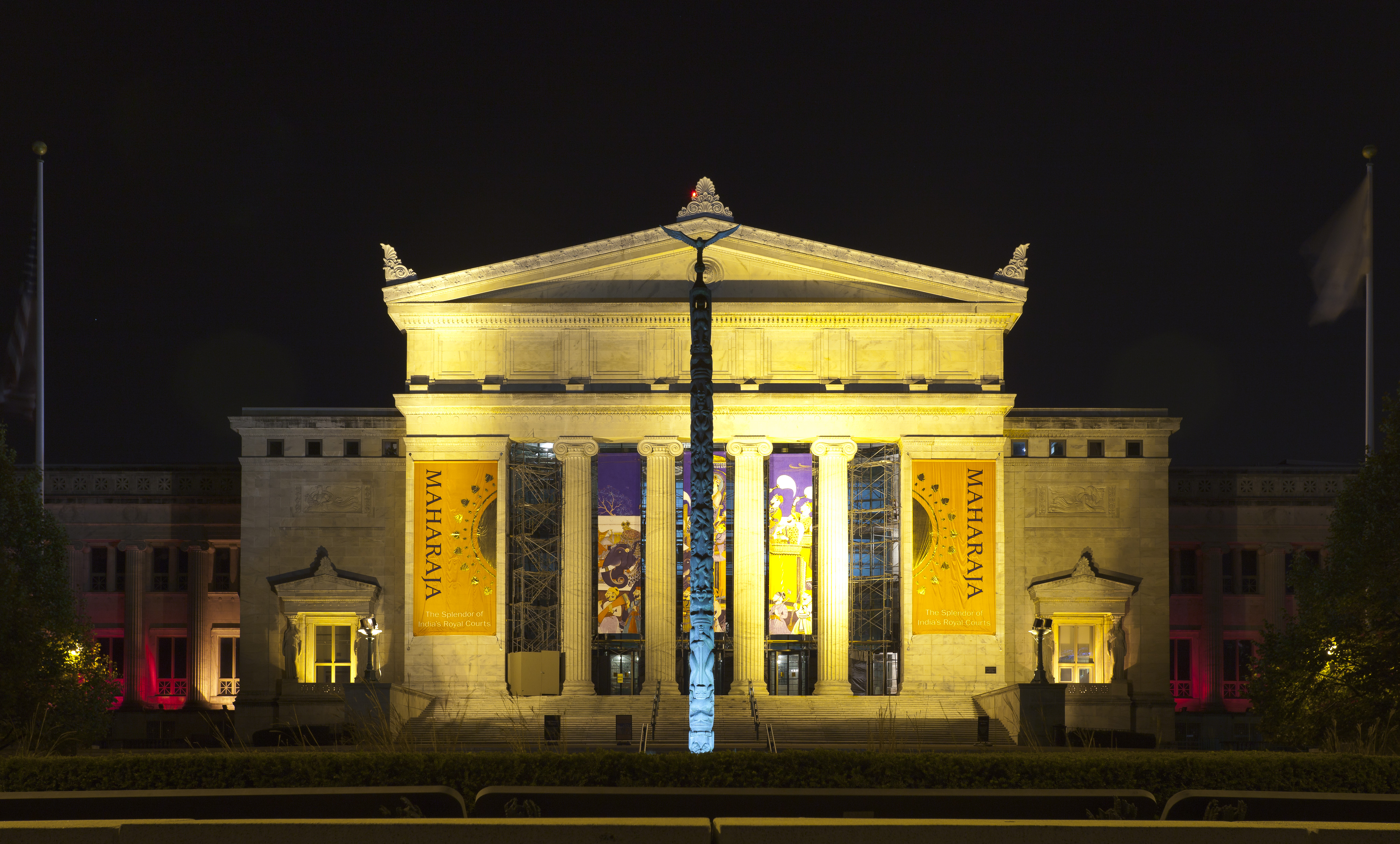
Фасад Филдовского музея истории в Чикаго

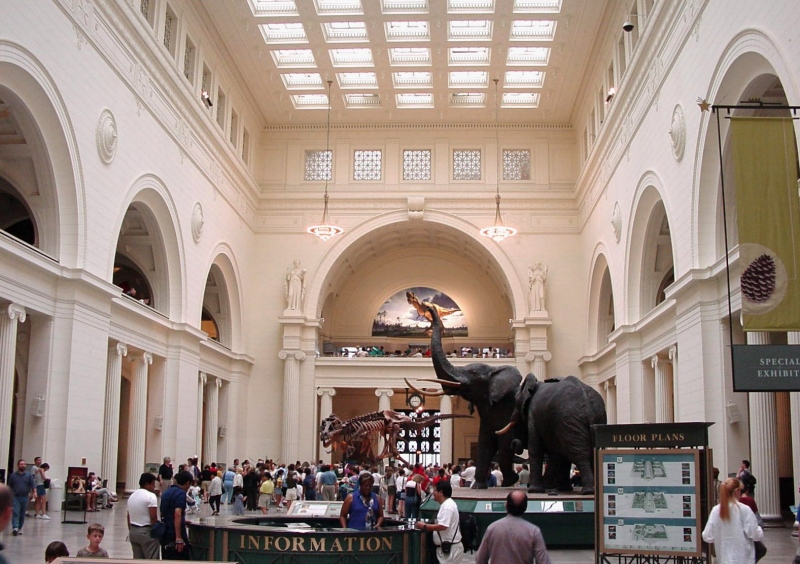
Большой зал Филдовского музея истории, в котором проводились съёмки

В основу сценария для кинофильма лёг роман Дугласа Престона, бывшего журналиста и директора по связям Американского музея естественной истории в Нью-Йорке.
Разработкой фильма занимались Кэтлин Кеннеди и Фрэнк Маршалл. По этому поводу Питер Хайамс, который был нанят в качестве режиссёра, заметил: «Не думаю, что людей можно напугать, если не вовлечь их», добавив, что «такой фильм должен быть умным».
То, что роман изображал администрацию музея в нелестном свете, затруднило процесс создания картины.
Студия Paramount Pictures предложила музею семизначную сумму денег за съёмки в нём, но администрация отказалась, сославшись на то, что это может отпугнуть детей. Создатели картины столкнулись с проблемой, так как только два музея в Чикаго и Вашингтоне были похожи на тот, что расположен в Нью-Йорке. Однако администрации «Филдовского музея истории» понравилась идея, и они позволили снимать в нём.
Пенелопа Энн Миллер не снималась в фильмах ужасов прежде, но её привлекало желание режиссёром видеть в главной женской роли сильную и умную актрису. Том Сайзмор также выразил интерес к фильму, получив ведущую мужскую роль: «На меня было возложено продвижение сюжета».
Мастер визуальных и технических спецэффектов Стэн Уинстон со своей командой создал три куклы монстра, движениями которых управляли его помощники — двое двигали головой, остальные дистанционно управляли конечностями. Хайамс, рассмотрев первые рисунки Уинстона, попросил сделать его более страшным. Режиссёр предложил в качестве вдохновения беспозвоночных, так у монстра появились черты арахнида. В сценах, где монстр передвигается по стенам, использовалась компьютерная графика.
Съёмки картины проводились не только в Чикаго, но и в Лос-Анджелесе, где был построен специальный комплекс, затопленный водой. Поскольку часть съёмок проводилась во влажных и холодных помещениях, Сайзмор дважды заболевал, но когда заболел и Хайамс, съёмки пришлось ненадолго свернуть.